# Oʻ
Oʻ, oʻ — буква узбекского латинского алфавита, обозначает звук [o].
В узбекской кириллице этой букве соответствует буква Ў. В латинице 1993—1995 годов ей соответствовала буква Ö, в яналифе 1930-х годов — буква O, в узбекской арабской письменности — буква ﻭ (вав).